# KPN Presenteert
KPN Presenteert was een Nederlands digitaal televisiekanaal van KPN. De zender zond vanaf 11 november 2015 uit op de Nederlandse televisie in SD- en HD-kwaliteit, exclusief voor KPN-klanten. In september 2018 stopte KPN met KPN Presenteert en ging het kanaal verder als Extra TV/Plus TV.

## Geschiedenis
De zender werd voornamelijk geïntroduceerd om consumenten wat extra's te bieden vergeleken bij andere aanbieders van telefonie, internet en televisie. KPN Presenteert begon zijn programmering met muziek en sportprogramma's. Vanaf 2016 bracht het kanaal ook televisieseries van eigen bodem. In 2017 werd de programmering uitgebreid met producties uit het buitenland. De meesten Nederlandse producties kwamen mede tot stand in samenwerking  met Nederlandse bedrijven die zich bezighouden met muziek, sport, tijdschriften en radio. De programma's op de zender waren ook gratis beschikbaar als on demand en als streamingdienst.

## Programma's en presentatoren (selectie)
Muziek
- Soundcheckers, gepresenteerd door Tess Milne, Saar Koningsberger en Mattie & Wietze
- L.A. Breakfast, gepresenteerd door Elise van der Horst
- My Spotify Top 10
- Roadie, gepresenteerd door Nabil Aoulad Ayad
- Willie's Wheels, gepresenteerd door Willie Wartaal
- Speakers @ ADE, gepresenteerd door Wessel van Diepen
- Music State TV, gepresenteerd door Veronica van Hoogdalem
- Audio Obscura Concerten van dj's Joris Voorn in het Concertgebouw en Maceo Plex in het Rijksmuseum

Sport
- 24 uur met..., gepresenteerd door Peter Heerschop
- Clubhuis 16, gepresenteerd door Filemon Wesselink
- inCycle.nl
- Onze Helden
- Voetbal International, gepresenteerd door Nico Dijkshoorn
- I Love Schaatsen
- Me, Myself & Rio, gepresenteerd door Filemon Wesselink
- IJstijd

Televisieseries
- B.A.B.S.
- Brussel
- Dochters
- Fenix
- De mannentester
- Toon

Lijst van televisiekanalen in Nederland